# Gianni Motta

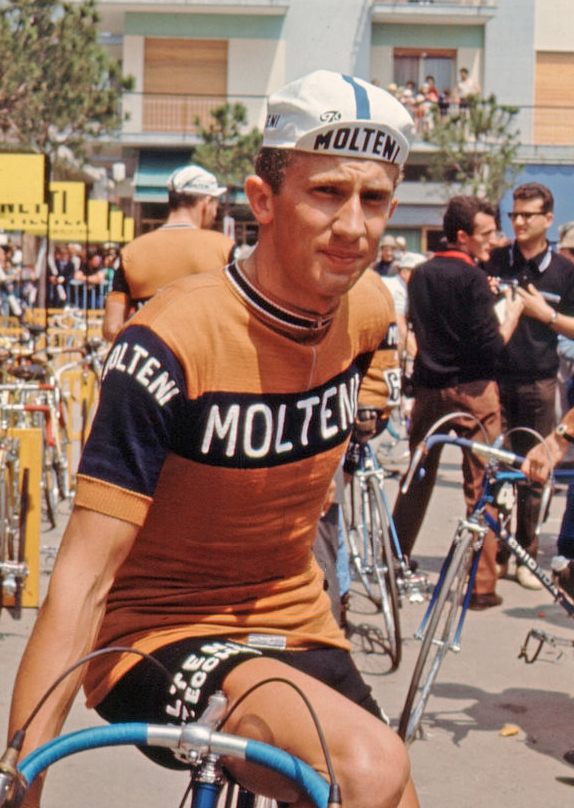
Gianni Motta al 1966

Gianni Motta (Cassano d'Adda, Llombardia, 13 de març de 1943) és un ciclista italià, ja retirat, que fou professional entre 1964 i 1974, durant els quals va obtenir més de 80 victòries.

## Carrera
Com a ciclista amateur va guanyar alguna victòria en petites proves italianes, destacant el campionat d'Itàlia de 1962. El primer any com a professional va guanyar una etapa al Giro d'Itàlia, la Volta a Llombardia per davant Carmine Preziosi i el Trofeu Baracchi. El 1966 va obtenir el seu triomf més important, el Giro d'Itàlia, per davant d'Italo Zilioli, a més del Tour de Romandia. El 1967 guanyà la Volta a Suïssa i la Milà-Torí, com a curses més destacades.
El 1968 es va veure implicat en un cas de dopatge durant la disputa del Giro d'Itàlia.
Una vegada retirat es va dedicar a la fabricació i venda de bicicletes.

## Palmarès en carretera
- 1963
  - 1r al Giro de la Vall d'Aosta
  - 1r a la Milà-Tortona
- 1964
  - 1r a la Volta a Llombardia
  - 1r a la Copa Bernocchi
  - 1r al Trofeu Baracchi (amb Giacomo Fornoni)
  - Vencedor d'una etapa al Giro d'Itàlia
  - Vencedor d'una etapa al Tour de Romandia
- 1965
  - 1r als Tres Valls Varesines
  - 1r a la Corsa di Coppi
  - Vencedor d'una etapa al Midi Libre
- 1966
  -  1r al Giro d'Itàlia, vencedor de 2 etapes i  1r de la Classificació per punts
  - 1r al Tour de Romandia i vencedor d'una etapa
  - 1r al Giro de Romagna
  - 1r als Tres Valls Varesines
  - 1r al Gran Premi de Mònaco
  - 1r a la Coppa Collecchio
- 1967
  - 1r a la Volta a Suïssa i vencedor de 2 etapes
  - 1r a la Milà-Torí
  - 1r als Tres Valls Varesines
  - Vencedor d'una etapa al Tour de Romandia
- 1968
  - 1r al Giro dels Apenins
  - 1r al Giro dell'Emilia
  - Vencedor d'una etapa al Tour de Romandia
- 1969
  - 1r al Giro dell'Emilia
  - 1r a l'Escalada a Montjuïc
- 1970
  - 1r al Giro dels Apenins
  - 1r als Tres Valls Varesines
  - 1r al Giro d'Umbria
- 1971
  - 1r al Tour de Romandia i vencedor de 2 etapes
  - 1r al Giro dell'Emilia
  - 1r al Giro de la Província de Reggio de Calàbria
  - Vencedor d'una etapa a la Tirrena-Adriàtica
- 1972
  - Vencedor d'una etapa al Giro d'Itàlia
- 1973
  - Vencedor d'una etapa al Giro d'Itàlia

### Resultats al Giro d'Itàlia
- 1964. 5è de la classificació general. Vencedor d'una etapa
- 1966.  1r de la classificació general. Vencedor de 2 etapes.  1r de la Classificació per punts
- 1967. 6è de la classificació general
- 1968. Desqualificat de la 6a posició final per dopatge
- 1971. 20è de la classificació general
- 1972. Abandona. Vencedor d'una etapa
- 1973. 10è de la classificació general. Vencedor d'una etapa
- 1974. 24è de la classificació general

### Resultats al Tour de França
- 1965. 3r de la classificació general
- 1971. Abandona (11a etapa)

## Palmarès en pista
- 1965
  - 1r als Sis dies de Milà (amb Rik Van Steenbergen)
- 1966
  - 1r als Sis dies de Milà (amb Peter Post)
- 1967
  - 1r als Sis dies de Milà (amb Peter Post)
- 1968
  - 1r als Sis dies de Milà (amb Peter Post)
- 1971
  - 1r als Sis dies de Mont-real (amb Tony Gowland)